# Federazione calcistica della Croazia
La Federazione calcistica croata (in croato Hrvatski Nogometni Savez, acronimo HNS) è l'organo di governo dell'attività calcistica in Croazia con sede a Zagabria. I suoi colori nazionali sono il bianco, il rosso ed il blu. La nazionale di calcio croata si è classificata terza ai mondiali di Francia '98, così come in quelli di Qatar 2022 e seconda a quelli di Russia 2018.
La prima stagione del campionato croato di calcio del 1941 vide vincere il Gradjanski Zagabria.

## Storia
La federazione è nata il 13 giugno 1912, è membro della FIFA dal 1941, ufficialmente dal 3 luglio 1992 successivamente all'ottenimento dell'indipendenza. L'HNS è membro della UEFA dal 17 giugno 1993.
Dal 1941 al 1944 organizzò quattro edizioni del campionato nazionale, venne poi riorganizzata nel 1991 in seguito alla divisione della Jugoslavia.

## Presidenti
Fonte:
| N. | Ritratto | Presidente        | Carica | Carica    | Note |
| N. | Ritratto | Presidente        | Inizio | Fine      | Note |
| -- | -------- | ----------------- | ------ | --------- | ---- |
| 25 | framless | Mladen Vedriš     | 1990   | 1994      |      |
| 26 | framless | Damir Matovinović | 1994   | 1995      |      |
| 27 | framless | Đuro Brodarac     | 1995   | 1995      |      |
| 28 | framless | Nadan Vidošević   | 1995   | 1996      |      |
| 29 | framless | Josip Soić        | 1996   | 1997      |      |
| 30 | framless | Branko Mikša      | 1997   | 1998      |      |
| 31 | framless | Vlatko Marković   | 1998   | 2012      |      |
| 32 | framless | Davor Šuker       | 2012   | 2021      |      |
| 33 | framless | Marijan Kustić    | 2021   | in carica |      |